# Tricholestes
Genre
Tricholestes est un genre monotypique de passereaux de la famille des Pycnonotidae. Il comprend une seule espèce de bulbuls.

## Répartition
Ce genre se trouve à l'état naturel en Asie du Sud-Est.

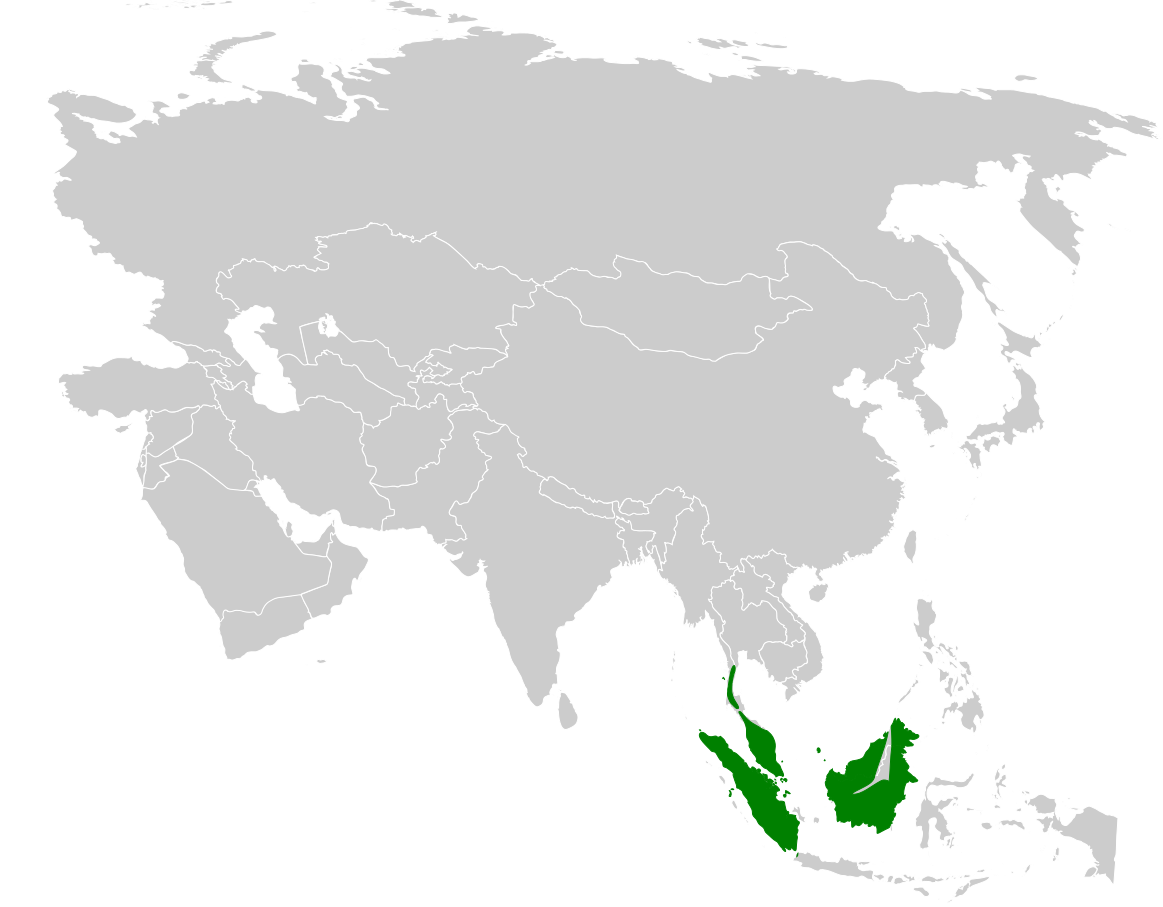
Répartition de Tricholoestes.

## Liste des espèces
Selon la classification de référence du Congrès ornithologique international (version 8.2, 2018) :
- Tricholestes criniger (Blyth, 1845) — Bulbul chevelu
  - Tricholestes criniger criniger (Blyth, 1845)
  - Tricholestes criniger sericeus (Blyth, 1865)
  - Tricholestes criniger viridis (Bonaparte, 1854)